# The Oval
Pour le stade de football de Belfast, voir The Oval (Belfast).
The Oval est un terrain de cricket situé dans le quartier de Kennington, à Londres. Il sert à des rencontres internationales et est parfois dénommé Kennington Oval. Son nom officiel a changé au cours des dernières années en raison de divers partenariats (Fosters Oval, AMP Oval, Brit Insurance Oval et actuellement Kia Oval puisque son partenaire actuel est la compagnie sud-coréenne Kia Motors).
Sur la carte, le terrain est dans la forme d'un ovale (oval en anglais).
Traditionnellement, il accueille les matchs de l'équipe du Surrey, ainsi que le dernier test-match de la saison sur le sol anglais. 
Le terrain est desservi par la station de métro Oval.
Outre les matchs de cricket, plusieurs évènements majeurs du football y ont été organisés :
- Ce terrain a accueilli le tout premier match de football entre l'Angleterre et l'Écosse le 5 mars 1870, bien que ce match ne soit pas reconnu par la FIFA[1], ainsi que la toute première finale de la Coupe d'Angleterre qui a eu lieu le 16 mars 1872.

- 20 finales de la Coupe d'Angleterre de football : 1872, 1874, 1875, 1876, 1877, 1878, 1879, 1880, 1881, 1882, 1883, 1884, 1885, 1886, 1887, 1888, 1889, 1890, 1891 & 1892.